# Дикость 3: Неогранённые алмазы
«Дикость 3: Неогранённые алмазы» (англ. Wild Things: Diamonds In The Rough) — американский эротический триллер 2005 года, снятый режиссёром Джеем Лови.

## Сюжет
Действие фильма, как и в предыдущих частях, происходит в вымышленном портовом городе Блю Бэй.
Мэри Клифтон вскоре должна унаследовать два дорогих алмаза, названных Мать и дочь. Отчим Мэри, Джей, уверен, что Мэри не готова получить такое дорогое имущество, и собирается вычеркнуть её из завещания.
В колледже проходит семинар по половому воспитанию, где врач Чед и офицер Кристен Ричардс обсуждают с учащимися преступления на сексуальной почве. Ричардс признаётся, что много лет назад стала жертвой изнасилования со стороны неизвестного мужчины.
Между тем, Джей знакомится с красавицей Еленой Сандоваль и приглашает девушку на вечеринку своей падчерицы, где между девушками происходит ссора, и Мэри толкает девушку в бассейн. Позже Елена всё же встречается с Джеем.
Вскоре Елена обвиняет Джея в изнасиловании. Проведя исследования, Чед выступает перед судом с доказательствами того, что Елену изнасиловали.
Вечером Елена приезжает в дом Мэри, где она вместе с Мэри и Чедом занимаются любовью втроём. Становится ясно, что они спланировали всё, чтобы лишить Джея прав на алмазы. Однако Чед боится, что девушки могут его подставить. Чед крадёт алмазы и сбегает. Девушки отправляются в погоню по джунглям, где Мэри убивает мужчину. Мэри отправляется на встречу с потенциальным покупателем алмазов, где узнает, что эти алмазы — фальшивка. Елена остаётся в лесу, где её находит детектив Ричардс и надзиратель Елены.
Они предлагают ей сделку — они вынуждают её заставить Мэри признаться в убийстве Чеда, тогда обвинения против Елены будут сняты. Однако Елене не удаётся вытянуть из подруги признание — девушки идут забрать настоящие алмазы, их разговоры прослушиваются детективами. Вооружённая Елена сбегает с алмазами, а Ричардс убивает Мэри, выстрелив ей в грудь.
В конце фильма выясняется, что детектив Ричардс — мать Елены, а Джей изнасиловал Ричардс много лет назад, и девушка родила дочь.

## В ролях
- Сэра Д'Лэйн — Мэри Клифтон
- Бред Джонсон — Джей Клифтон
- Мишель Мантелл — Тео Блум
- Сандра Маккой — Елена Сандоваль
- Клэр Коффи — Дженни Бэллами
- Ван Эпперсон — директор Филлипс
- Рон Мелендес — доктор Чед Джонсон
- Линден Эшби — детектив Майкл Моррисон
- Эрик Фликс — детектив Гомес
- Дина Мейер — Кристен Ричардс
- Никки Гриффин — Риза
- Елена Мария Гарсия — горничная
- Майкл Хорват — смущённый юноша
- Кеннет Камерон — юноша на вечеринке
- Клаудио Сэд — мистер Барахас

## Интересные факты
- Слоган картины: Bad Girls Just Want To Have Fun[1].
- Зарплату Сандры МакКой урезали вдвое, чтобы нанять дублёршу для эротических сцен[2].
- Съёмки картины проводились в Майами, Лос-Анджелесе, Голливуде и Форт-Лодердейле в США[3].
- На всех машинах имеются боковые номера, хотя в штате Флорида они не обязательны. К тому же такой тип номеров не использовался в этом штате с 1980-х годов[4]

## Отзывы
Картина, в основном, получила негативные оценки. Критик с сайта Film Critic отметил, что фильм не даёт зрителям ничего нового — «те же школьницы-бисексуалки, готовые на всё, чтобы в данном случае наложить руки на два бриллианта», назвав картину вторым ремейком оригинального фильма. Кроме того, по мнению того же обозревателя, игра ведущих актрис с каждым фильмом становится всё хуже. Автор обзора с Film Threat заметил, что между ведущими актрисами нет такой «химии», какая присутствовала между персонажами Дениз Ричардс и Нив Кэмпбелл. В обзоре для DVD Talk говорится, что «фильм не так плох с учётом того, что это direct-to-video-релиз эротического фильма», который смотрится довольно бодро, несмотря на все свои минусы.
На сайте Rotten Tomatoes фильм заработал 32 % свежих помидоров.